# David Adley Smith
David Adley Smith II Sánchez, detto DJ Smith (2 maggio 1992), è un altista statunitense naturalizzato portoricano.

## Biografia
Smith è nato negli Stati Uniti ed ha gareggiato per la nazionale del paese natale nelle competizioni mondiali giovanili, vincendo una medaglia d'argento nel 2010 ai Mondiali juniores in Canada. Ha frequentato l'Università di Auburn dove ha fatto parte del team atletico partecipando ai campionati NCAA.

Nel 2015, per aumentare le proprie possibilità di partecipazione alle competizioni seniores internazionali, Smith opta per adottare la cittadinanza di Porto Rico, terra d'origine del nonno. Ha così la possibilità di qualificarsi ai Giochi olimpici di Rio de Janeiro 2016, non riuscendo però ad avanzare in finale. Nel 2017 è stato coinvolto in un incidente d'auto che non gli ha permesso di poter gareggiare come in precedenza e per cui è riuscito ad ottenere un indennizzo di 2 milioni di dollari.

## Palmarès
| Anno                                | Manifestazione  | Sede           | Evento        | Risultato | Prestazione | Note |
| ----------------------------------- | --------------- | -------------- | ------------- | --------- | ----------- | ---- |
| In rappresentanza degli Stati Uniti |                 |                |               |           |             |      |
| 2009                                | Mondiali U18    | Bressanone     | Salto in alto | 7º        | 2,13 m      |      |
| 2010                                | Mondiali U20    | Moncton        | Salto in alto | Argento   | 2,24 m      |      |
| In rappresentanza di Porto Rico     |                 |                |               |           |             |      |
| 2016                                | Giochi olimpici | Rio de Janeiro | Salto in alto | 23º (q)   | 2,26 m      |      |
| 2018                                | Giochi CAC      | Barranquilla   | Salto in alto | 9º        | 2,16 m      |      |